# CSS Virginia
CSS Virginia – okręt pancerny Konfederacji walczący podczas amerykańskiej wojny domowej. Został zbudowany na bazie części kadłuba spalonej fregaty parowej Marynarki Stanów Zjednoczonych USS „Merrimack”, stąd czasami nazywany jest nieprawidłowo CSS „Merrimack”.
W marcu 1862 uczestniczył w bitwie w zatoce Hampton Roads, walcząc m.in. z USS „Monitor”. Było to pierwsze w historii wojen morskich starcie okrętów pancernych.

## USS „Merrimack” zostaje CSS „Virginia”
Kiedy w 1861 Wirginia ogłosiła secesję z Unii, zagrożona została m.in. jedna z ważnych baz wojsk federalnych w Gosport Shipyard w Portsmouth. Załoga miała rozkaz zniszczyć bazę, gdyby miała wpaść w ręce konfederatów, lecz rozkazy te nie zostały wypełnione do końca. M.in. fregata parowa USS „Merrimack” została zatopiona przez załogę, nim zdążyła się spalić, a konfederaci, gdy opanowali stocznię – podnieśli go z dna i zdecydowali się użyć kadłuba i silników do budowy pancernika.
Odbudowany okręt otrzymał nazwę „Virginia”; jego pancerz miał 102 mm grubości, uzbrojony był w 10 dział – jedno na dziobie, jedno na rufie i po cztery na każdej burcie. Później, gdy konstruktorzy „Virginii” dowiedzieli się, że Północ planuje zbudować pancernik, zdając sobie sprawę, że jej działa nie zdołają go powstrzymać, wyposażyli ją w taran (co miało także oszczędzić amunicję). Dawne silniki „Merrimacka” poruszające okręt obciążony dodatkowym opancerzeniem, nie radziły sobie najlepiej.

## Bitwa pod Hampton Roads
Bitwa rozpoczęła się 8 marca 1862 gdy „Virginia”, razem z CSS „Raleigh”, CSS „Beaufort”, CSS „Patrick Henry”, CSS „Jamestown” i CSS „Teaser” wyruszyła na blokującą flotę Unii.
Pierwszy okręt, USS „Cumberland”, zatonął po staranowaniu. Jednak, tonąc, urwał taran Virginii. Spostrzegłszy co stało się z USS „Cumberland”, dowódca kolejnego okrętu – USS „Congress”rozkazał osadzić swój okręt na mieliźnie. Wymiana ognia trwała cztery godziny, po czym poważnie uszkodzony USS „Congress” się poddał. Gdy przejmowano marynarzy z tego okrętu, bateria Unii z Północy ostrzelała „Virginię”.
„Virgina” wyszła z bitwy uszkodzona. Strzały z „Cumberland” i baterii Unii podziurawiły komin, zmniejszając jej prędkość.

## Dane techniczne
- Uzbrojenie
  - 2 działa 178 mm
  - 2 działa 152 mm
  - 6 dział 229 mm (9-calowych) Dahlgrena
  - 2 moździerze 12 funtowe (5 kg)
- Pancerz żelazny 102 mm